# Llengua de bou (boraginàcia)
La llengua de bou, llengua de llebre, buglossa, llengua viperina, cua/cul de porc, o borraina borda (Echium vulgare) és una planta herbàcia biennal de la família de les boraginàcies.

## Distribució i hàbitat
Aquesta planta és originària de l'àrea del Mediterrani i es troba al sud d'Europa i les zones temperades d'Àsia occidental i Àfrica del nord.
La llengua de bou viu generalment a les zones de vegetació baixa, com a les brolles, erms i prats secs. També és molt comú a les vores de camins rurals.

## Descripció

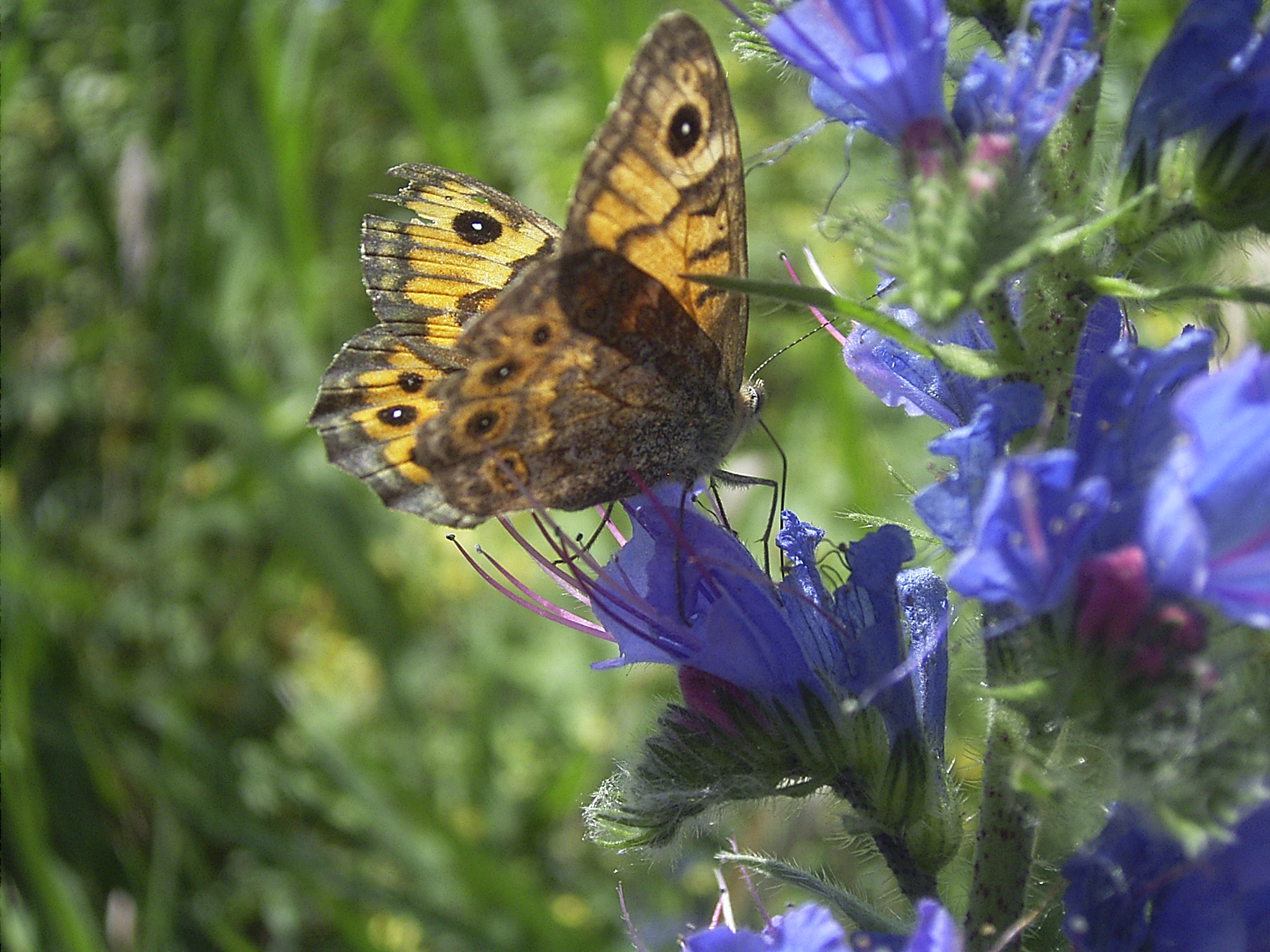
Una margenera comuna xuclant les flors de la llengua de bou.

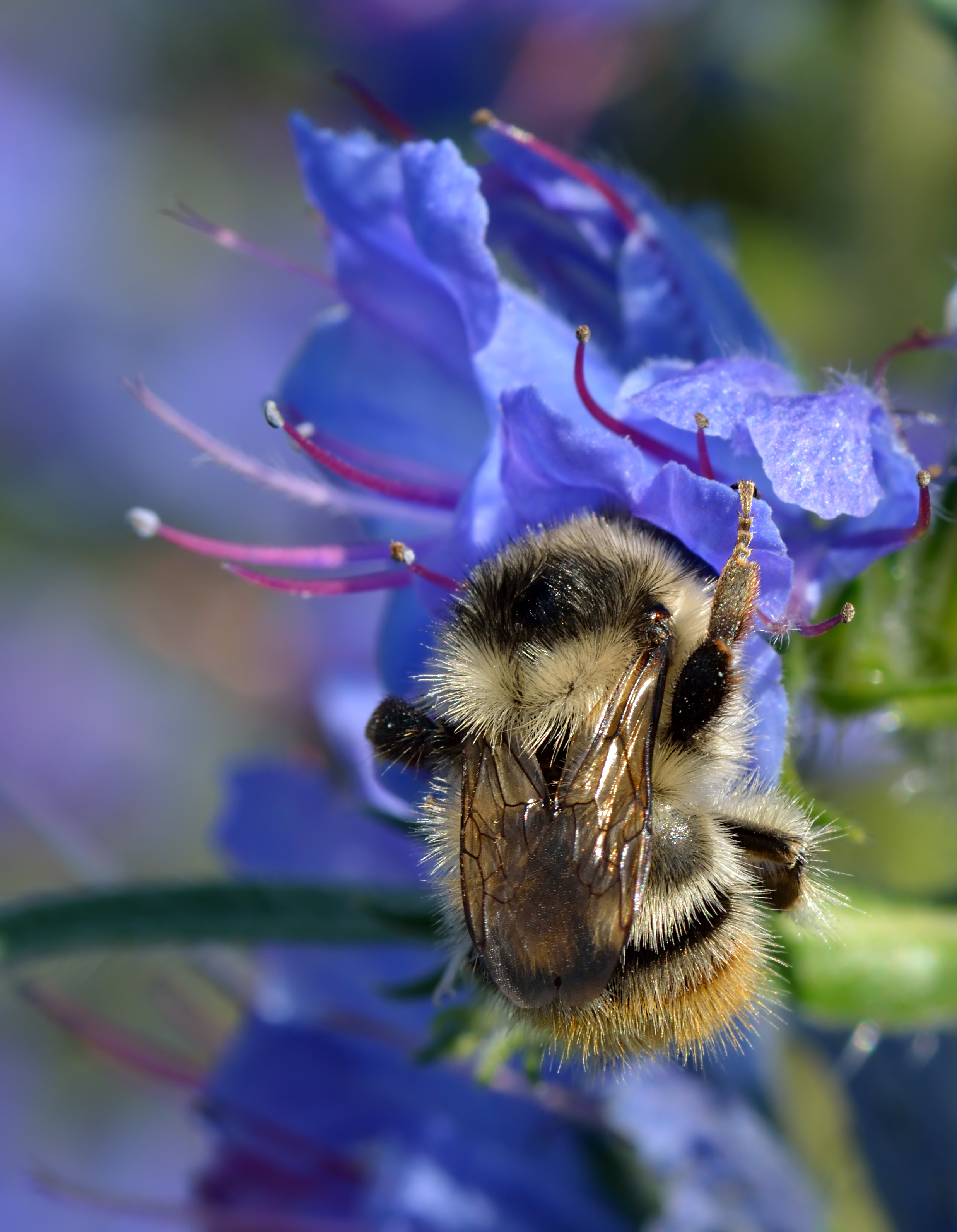

La llengua de bou és una herba hemicriptòfita erecta i té la tija puntejada de negre. És una planta híspida, d'entre 25 cm i 1 m d'altura.
Les fulles fan uns 35 mm a la base. Són linears i lanceolades, aspres i peludes. Les de la roseta bassal són molt majors que les caulinars, oblongo-linears i atenuades a la base. Durant l'hivern només resta la roseta de fulles cobertes de pèls quasi punxants. Les fulles caulinars són més menudes.
Les flors són blaves i es troben al final de la tija; són flors tubuloses amb els estams molt sortits. Les flors estan agrupades en cimes escorpioides que surten al final de la tija, i floreixen des de la primavera fins a la tardor. Calze amb cinc sèpals soldats a la base i persistents. Corol·la de color blau, violaci o porpra, forma un tub que va obrint-se cap a l'àpex, on acaba en cinc lòbuls poc assenyalats. Cinc estams que no sobresurten de la corol·la, que atreuen molt els insectes. Té un pistil amb estigma bífid que sembla la llengua d'una serp. Les flors són blaves però, abans d'obrir-se i quan es marceixen, prenen tons rogencs perquè els pigments que posseeixen varien de color en canviar el pH dels líquids cel·lulars. Contenen gran quantitat de nèctar que és aprofitat per les abelles, sent així una planta mel·lífera.
Els fruits són poliaquenis que es divideixen en quatre aquenis que es dispersen amb el vent amb protuberàncies que recorden el cap d'un escurçó. Sovint s'enganxen als pels del bestiar o de la gent que passa, el que ajuda a llur disseminació.

## Etimologia
El nom genèric "Echium" que prové del grec Echis = escurçó, es basen en l'aparença de les llavors de l'Echium vulgare que recorden el cap de la serp verinosa. Altres tradicions diuen que l'origen dels noms vulgars rau en l'aparença de les seves inflorescències.

## Usos
El folclore tradicional de moltes cultures afirma que la llengua de bou guareix o calma les picades dels escurçons.
En els remeis casolans es consumien les fulles tendres com a verdura, barrejades amb altres herbes. Consumida en grans quantitats, aquesta planta pot resultar verinosa pel bestiar, però no és una planta massa perillosa per als humans.
Les inflorescències tenen propietats diürètiques, expectorants, vulneràries, anticanceroses i antineuràlgiques. En cosmètica s'usa com emol·lient. En infusió estan indicades contra els tumors malignes, les febres, el mal de cap, les alteracions nervioses, els dolors de tipus inflamatori i els refredats. Cal tindre precaució, doncs pot presentar toxicitat hepàtica si es pren de manera prolongada. En cataplasma s'utilitzen els àpexs frescos de les inflorescències per a tractar furóncols i rodadits.
En agricultura orgànica pot sembrar-se o deixar-se créixer com un reclam per als pol·linitzadors i fauna auxiliar.
És una herba tintòria, de la qual s'aprofita l'arrel per a obtenir un tint rogenc.